# Лоренс (округ, Иллинойс)
Ло́ренс (англ. Lawrence County) — округ в США, штате Иллинойс. Официально образован в 1821 году. По состоянию на 2010 год, численность населения составляла 16 883 человека. Получил своё название в честь американского военного-морского офицера Джеймса Лоренса, погибшего в англо-американской войне.

## География
По данным Бюро переписи США, общая площадь округа равняется 969 км², из которых 964 км² — суша, и 5 км², или 0,52 % — это водоёмы.

## Население
По данным переписи населения 2000 года в округе проживает 15 452 жителя в составе 6309 домашних хозяйств и 4252 семей. Плотность населения составляет 16,00 человек на км2. На территории округа насчитывается 7014 жилых строений, при плотности застройки около 7,00-ми строений на км2. Расовый состав населения: белые — 97,97 %, афроамериканцы — 0,76 %, коренные американцы (индейцы) — 0,14 %, азиаты — 0,12 %, гавайцы — 0,00 %, представители других рас — 0,27 %, представители двух или более рас — 0,74 %. Испаноязычные составляли 0,89 % населения независимо от расы.
В составе 28,70 % из общего числа домашних хозяйств проживают дети в возрасте до 18 лет, 54,90 % домашних хозяйств представляют собой супружеские пары, проживающие вместе, 9,00 % домашних хозяйств представляют собой одиноких женщин без супруга, 32,60 % домашних хозяйств не имеют отношения к семьям, 29,20 % домашних хозяйств состоят из одного человека, 15,00 % домашних хозяйств состоят из престарелых (65 лет и старше), проживающих в одиночестве. Средний размер домашнего хозяйства составляет 2,36 человека, и средний размер семьи — 2,89 человека.
Возрастной состав округа: 22,70 % — моложе 18 лет, 7,60 % — от 18 до 24, 26,20 % — от 25 до 44, 23,40 % — от 45 до 64, и 23,40 % — от 65 и старше. Средний возраст жителя округа — 41 год. На каждые 100 женщин приходится 91,00 мужчин. На каждые 100 женщин старше 18 лет приходится 87,80 мужчин.
Средний доход на домохозяйство в округе составлял 30 361 USD, на семью — 37 050 USD. Среднестатистический заработок мужчины был 28 428 USD против 18 727 USD для женщины. Доход на душу населения составлял 17 070 USD. Около 10,70 % семей и 13,70 % общего населения находились ниже черты бедности, в том числе — 21,30 % молодежи (тех, кому ещё не исполнилось 18 лет) и 8,50 % тех, кому было уже больше 65 лет.